# Station Stubben
Station Stubben (Bahnhof Stubben) is een spoorwegstation in de Duitse plaats Stubben, in de deelstaat Nedersaksen. Het station ligt aan de spoorlijn Wunstorf - Bremerhaven. Op het station stoppen alleen Regio-S-Bahntreinen van Bremen en Nedersaksen op het station. Het station telt twee perronsporen.

## Treinverbindingen
De volgende treinserie doet station Stubben aan: